# Стара национална галерия
Старата национална галерия (на немски: Alte Nationalgalerie) принадлежи към берлинския архитектурен ансамбъл „Музеен остров“, внесен в списъка на световното културно и природно наследство на ЮНЕСКО. Създадена е по нареждане на пруския крал Фридрих Вилхелм IV, първоначалният архитектурен план е разработен през 1862 г. от Фридрих Август Щюлер, строителството е завършено през 1876 г. от германския архитект Хайнрих Щрак. Сградата е построена в неокласически и неоренесансов стил. Днес галерията представя колекция от скулптури и картини на 19 век.

## Описание
Старата национална галерия е част от комплекса „Музеен остров“ в Берлин. Намира се в центъра на острова, между релсите на берлинската градска железница и улицата „Бодещрасе“ (Bodestraße) на източния бряг. На север от нея се намира музеят Пергамон, на юг са Новият музей, Старият музей и Берлинската катедрала.
Сградата на галерията обединява архитектурните елементи от различни типове сгради: фасадата на фронтона и полуколоните са заемки от храмовите постройки, монументалното външно стълбище – от замъците, а апсидата – от църквите. Съчетаването на елементите служи като архитектурна илюстрация на единството на нацията, историята и изкуството. Достъпът към галерията се осъществява чрез външно стълбище. Върху него е поставена бронзова конна статуя на Фридрих Вилхелм IV. Статуята и пиедесталът с фигурите, олицетворяващи религия, изкуство и история, са създадени от германския скулптор от италиански произход Александър Каландрели (Alexander Calandrelli) от 1875 до 1886 г. по проект на Густав Блезер (Gustav Blaeser).
Цокълният етаж в рустиков стил създава търсеното впечатление на висок храм. На този етаж се намира първото изложбено ниво. Вторият, по-изискан, изложбен етаж е очертан върху фасадата чрез добавени полуколони. Първите два етажа са с високи прозорци. Третият изложбен етаж няма детайли върху фасадата. Дневната светлина прониква в неговите помещения през стъклен таван.
Фасадата, външното стълбище и колонадите са изградени от различни видове пясъчник. Архитектурният стил на сградата съдържа елементите на късния берлински класицизъм и началото на неоренесанса. Външния изглед на музея е запазен в първоначалния му вид, но интериорите неведнъж се подлагат на реконструкция и преустройство.

## История

### Планиране
През 1797 г. немския архитект от Прусия, Фридрих Гили (Friedrich Gilly) създава планове за храм с колонади, предназначен за паметник на Фридрих Велики. Проектът оказва голямо влияние върху берлинската архитектурна мисъл. Карл Фридрих Шинкел, който е ученик на Гили, мечтае за създаването на ансамбъл от храмови сгради, а кронпринцът Фридрих Вилхелм IV, който по това време учи архитектура и се познава с Шинкел, изработва първите скици, въз основа на които по-късно се изгражда националната галерия.
Първите идеи за създаване на национална галерия възникват около 1815 г. Те активно се разглеждат през 1830-те, но на този етап няма визия за собствена сграда. Конкретните планове за сграда се появяват през 1841 г. Същата година ученикът на Шинкел, Фридрих Август Щюлер, разработва проект за построяване на храм на територия, разположена на север спрямо берлинския Стар музей. По това време, обаче, не се реализират нито плановете за галерия, нито проектът на Щюлер.
През 1861 г. умира Йоахим Хайнрих Вилхелм Вагенер (Joachim Heinrich Wilhelm Wagener), банкер и притежател на богата сбирка от картини. Той завещава колекцията си на пруския крал Вилхелм I с пожелание, тя да се съхранява без да се разделя, да се намира в Берлин и да бъде достъпна за всички художници и любители на изкуство. Вилхелм I приема подаръка и, следвайки традициите на своите предшественици, възлага на Щюлер работата по създаването на Национална галерия. До 1876 г. колекцията се представя на публиката в залите на Академията на изкуствата на бул. „Унтер ден Линден“ (Unter den Linden).

### Строителство
Щюлер започва работата по проектирането на сградата за Националната галерия през 1862 г., като първоначалните скици все още включват Академията на изкуствата и ателиетата на художниците. При преработването на проекта в скиците се включват основните характеристики на реализираната по-късно сграда. Две години по-късно Щюлер представя третия си план, който също се приема.
Щюлер, а след смъртта му и неговият последовател, Йохан Хайнрих Щрак, разработват с големи подробности много от детайлите на сградата. Така например, при проектирането на корниза прецизно се съчетават профилирането, ефектът на светлината и сенките, обемът, линиите, материалът и цвета. Върху скиците се посочват освен размерите също и производствените техники. Друг пример за прецизното планиране са вратите, които се различават в зависимост от етажа. В скиците дори за второстепенните стаи на сградата са показани многобройните малки елементи, чрез които се разнообразяват крилата на вратите и декоративния релеф около техния зидарски отвор.
С кралския указ от 1866 г. се основава една комисия за изграждане на Националната галерия, нейната задача е да съпровожда строителството. Първият камък се полага през 1867 г. Строителството се ръководи от Йохан Щрак. През 1872 г. завършена е покривната конструкция, същата година започват вътрешните работи. За строителството на сградата се използват железни конструкции и тухлени тавани, с което се подобрява нейната пожаробезопасност. Прилаганите строителни решения, към които се отнася и широкоплощното остъкляване на покрива, демонстрират нивото на модерното за времето си строителство. Откриването на сградата на музея е на 22 март 1876 г. в присъствие на Вилхелм I.

### 20 век
По време на Втората световна война сградата на Националната галерия силно се поврежда в резултат на съюзническите въздушни нападения. Разрушени са покривът, външното стълбище и повечето вътрешни помещения. През 1945 г. се полагат първите усилия за събиране на средства за възстановяване на сградата. Бившият директор на Националната галерия, Людвиг Юсти, става генерален директор на държавните музеи. Той поема тяхното управление през 1946 г., през 1947 г. започва разчистването на разрушенията, а година по-късно реконструкцията на сградата. През 1949 г. Националната галерия става частично достъпна за публиката, от 1950 г. за посещение са открити и двете нива на сградата. След обединението на Германия правителството и частните институции предприемат действия за възстановяване на Берлин като политически и културен център на страната. Между 1998 и 2001 г. музеят се подлага на реконструкция в рамките на общия план за преустройството на „Музеен остров“. Обновяването на сградата струва 62 милиона долара.

## Колекции
Първият директор на Националната галерия е Макс Йордан (Max Jordan), който заема поста през 1874 г. През 1896 г. той е наследен от Хуго фон Чуди (Hugo von Tschudi), който придобива за колекцията произведения на импресионисти. С това свое действие директорът рискува да влезе в конфликт с кайзера, тъй като по този начин фокусът на колекцията – дотогава единствено върху немското изкуство – е изместен. Към края на века германската Национална галерия се превръща в най-важния музей на модерното френско изкуство.
През 1909 г. директорът на Националната галерия, Людвиг Юсти (Ludwig Justi), добавя към колекцията работите на експресионисти. След германската революция от 1918 – 1919 г., която слага край на монархията, Юсти излага образците на модерното изкуство в Двореца на кронцпринцове (Kronprinzenpalais) в края на бул. „Унтер ден Линден“. Оттогава двата изложбени центъра се разпознават като Национална галерия I и Национална галерия II.
До обединението на Германия през 1990 г. колекцията на Националната галерия е разделена между двете части на Берлин. Първоначално по-значимите произведения са излагани в оранжерията на двореца Шарлотенбург, а от 1968 г. в Новата национална галерия на берлинския Културфорум. През 1986 г. част от изложбата, подредена като Галерия на романтиката е преместена в двореца Шарлотенбург. Колекцията се излага в нейната цялост след 2001 г., като за нейното настаняване в Старата национална галерия се използват залите, добавени към горния етаж на сградата по време на нейната последна реконструкция от архитектурното бюро HG Merz.
Днес в сградата на Старата национална галерия са представени най-значимите произведения на 19 век от колекция, известна с името „Национална галерия на Берлин“. На първия етаж са намират скулптурите на Йохан Шадов, Кристиан Даниел Раух, Антонио Канова, Ридолфо Шадов (Ridolfo Schadow)и картините на Джон Констабъл, Гюстав Курбе, на представителите на Барбизонската школа и няколко произведенията на Адолф фон Менцел.
На втория етаж са изложени работите на представителите на романтизма, реализма и импресионизма. Сред авторите са Карл Шпицвег, Арнолд Бьоклин, Ханс фон Маре (Hans von Marées), Анселм Фойербах (Anselm Feuerbach), френските импресионисти Едуар Мане, Клод Моне, Пиер-Огюст Реноар, Едгар Дега, Пол Сезан и немските Макс Либерман и Ловис Коринт (Lovis Corinth). На същия етаж се намират скулптурите на Огюст Роден.
На третия етаж са работите от времето на Гьоте и романтизма – произведенията на Каспар Давид Фридрих, Карл Фридрих Шинкел, Карл Блехен, на Назарените Петър фон Корнелиус (Peter von Cornelius), Фридрих Вилхел фон Шадов (Friedrich Wilhelm von Schadow) и Фридрих фон Овербек (Friedrich Overbeck). Тук се намира и скулптурната група „Принцеси“ на Йохан Шадов. До нея е мраморната гробница на граф Александър фон дер Марк (Alexander von der Mark) от 1790 г., също създадена от Шадов. Гробницата е от разрушената през Втората световна война църква „Доротеенщадт“ и е предадена на галерията от църковната община.

## Галерия
- Каспар Давид Фридрих:
„Монах край морето“
1808 – 1810
- Карл Фридрих Шинкел:
„Готическа катедрала на вода“, 1813
- Чарлз Ландсир: „Кромуел в битката при Нейзби“, 1851
- Пиер-Огюст Реноар: „През лятото“, 1868
- Адолф фон Менцел: „Железопрокатен завод“, 1875
- Едуар Мане:
„В оранжерията“, 1879